# 城巴389線
城巴389線是香港島一條清明節及重陽節來往筲箕灣和哥連臣角的路線，是方便掃墓市民的特別路線。

## 歷史
- 1960年代末，中巴於清明節及重陽節期間開辦的無編號路線，來往柴灣至哥連臣角墳場。
- 1973年4月5日（清明節），改為筲箕灣至哥連臣角（循環線）。
- 1974年10月23日，正式命名為22A。
- 1976年10月，改稱89。
- 1985年10月起遷往筲箕灣新巴士總站，並繞經柴灣地鐵站。
- 1989年4月2日，改稱389，不再繞經柴灣站，由新循環線388代替行駛柴灣站和哥連臣角。
- 1998年9月1日，中巴專營權結束，於同年重陽節期間改由新巴接辦。
- 2008年6月8日，調整收費，由$7調整至$7.4（實際上於2008年重陽節期間才生效）
- 2012年3月11日（清明節），調整收費，由$7.4調整至$7.8
- 2013年7月1日，因應新巴新專營權（為期十年）當日起生效，新增與2X及720的八達通轉乘優惠（實際上要待2013年重陽節期間才生效）[4]，成為香港所有節日特別巴士路線中，首條提供八達通轉乘優惠的路線。
- 2018年9月10日：增設實時抵站時間查詢服務。
- 2019年1月20日，調整收費，由$7.8調整至$8.2（實際上於2019年清明節期間才生效）
- 2021年4月4日（清明節當日），調整收費，由$8.2調整至$9
- 2022年1月2日，調整收費，由$9調整至$9.4（實際上於2022年清明節當日才生效）
- 2023年6月18日，調整收費，由$9.4調整至$10.1（實際上於2023年重陽節期間才生效）
- 2023年7月1日：因應城巴新巴專營權合併，改由城巴營辦。

## 服務時間
本路線自開線以來只在清明節及重陽節提供服務，而每年的服務時段階有不同，如欲乘搭，請留意城巴有關新聞稿及乘客通告。

## 收費
全程：$10.1
| - 本線設有12歲以下小童及65歲或以上長者半價優惠。 - 65歲或以上香港居民使用「樂悠咭」，以及12歲以下合資格殘疾兒童使用「殘疾人士身份」個人八達通繳付車資，均可享有每程$2.0或半價（以較低者為準）的票價優惠；12至64歲合資格殘疾人士使用「殘疾人士身份」個人八達通（包括「樂悠咭」），以及60至64歲香港居民使用「樂悠咭」繳付車資，均可享有每程$2.0或全費（以較低者為準）的票價優惠。 - 65歲或以上長者如使用長者或一般個人八達通繳付車資，則只可享有半價優惠；12至64歲合資格殘疾人士如不使用「殘疾人士身份」個人八達通，以及60至64歲人士如不使用「樂悠咭」繳付車資，必須繳付全費。 - 乘客可以現金或八達通於上車時付款，不設找續。 - 每位成人乘客可免費攜帶最多兩名4歲以下而不佔座位的兒童乘客乘車，超額之4歲以下小童必須繳付小童車費乘車。 - 九龍巴士、城巴及龍運巴士全職員工及家屬（不包括外判職員）可免費乘搭本路線，惟必須拍職員或職員家屬八達通。 - 乘客亦可使用AlipayHK「易乘碼」、支付寶、 WeChatHK／微信支付「搭車碼」、銀聯雲閃付「乘車碼」及BOC Pay「乘車碼」、具有感應式支付功能的VISA、Mastercard及銀聯卡，以及Apple Pay、Google Pay及Samsung Pay流動支付平台繳付車資。使用此支付方式的乘客可享有中途下車之分段收費，以及與其他城巴獨營路線或聯營線城巴班次之轉乘優惠，惟不適用於與非城巴路線之轉乘優惠。使用此支付方式的乘客亦不能享有「公共交通費用補貼計劃」及「長者及合資格殘疾人士公共交通票價優惠計劃」。 |

### 八達通轉乘優惠
乘客登上本線後90分鐘內以同一張八達通卡轉乘以下路線，或從以下路線登車後90分鐘內以同一張八達通卡轉乘本線，次程可獲$1折扣優惠：
- 389往筲箕灣 → 2X往灣仔或720往中環
- 2X或720往嘉亨灣 → 389往哥連臣角

## 行車路線
經：寶文街、望隆街、東喜道、東區走廊、環翠道、連城道、歌連臣角道、石澳道、大潭道、柴灣道、愛秩序街及南安街。

### 沿線車站

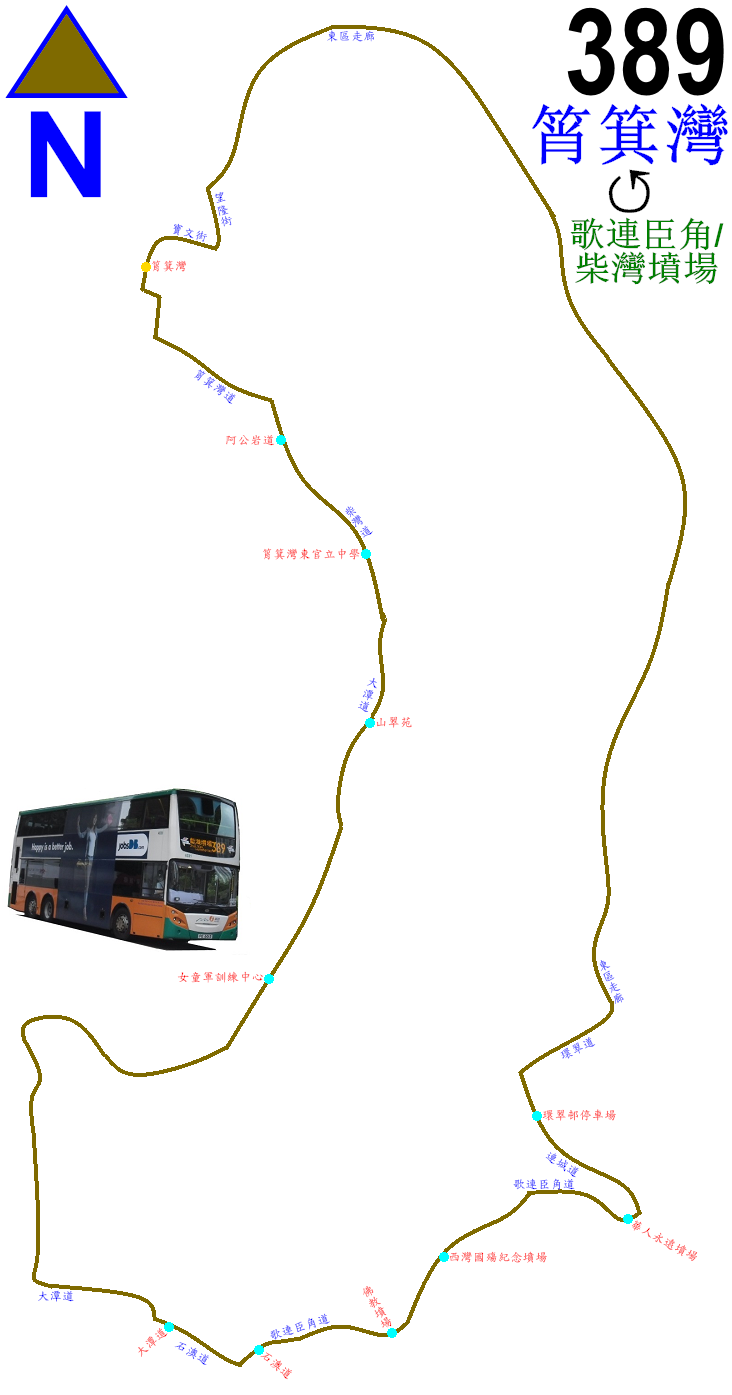
389線的走線圖

| 筲箕灣開 | 筲箕灣開         | 筲箕灣開       |
| 序號     | 車站名稱         | 位置           |
| -------- | ---------------- | -------------- |
| 1        | 筲箕灣           | 筲箕灣巴士總站 |
| 2        | 環翠邨停車場     | 連城道         |
| 3        | 華人永遠墳場     | 哥連臣角道     |
| 4        | 西灣國殤紀念墳場 | 哥連臣角道     |
| 5        | 佛教墳場         | 哥連臣角道     |
| 6        | 石澳道           | 哥連臣角道     |
| 7        | 大潭道           | 石澳道         |
| 8        | 女童軍訓練中心   | 大潭道         |
| 9        | 山翠苑           | 大潭道         |
| 10       | 筲箕灣東官立中學 | 柴灣道         |
| 11       | 阿公岩道         | 柴灣道         |
| 12       | 筲箕灣           | 筲箕灣巴士總站 |

## 參看
- 城巴347線
- 城巴388線